# Pokémon Super Mystery Dungeon
Pokémon Super Mystery Dungeon (japanisch ポケモン超不思議のダンジョン, Pokemon Chō Fushigi no Danjon) ist der fünfte Ableger der von Spike Chunsoft entwickelten Pokémon-Rollenspielserie Pokémon Mystery Dungeon. Es wurde für die Nintendo-3DS-Konsole veröffentlicht. Wie in den vorigen Ablegern der Serie handelt das Spiel von einem Menschen, der in die Welt der Pokémon gesendet wurde und Dungeons erkunden und Hilfsmissionen erledigen muss. Das Spiel wurde in Europa am 19. Februar 2016, in Nordamerika am 20. November 2015 und in Japan am 17. September 2015 veröffentlicht.

## Spielprinzip
Wie in den vorherigen Ablegern der Reihe ist Super Mystery Dungeon ein Rogue-like RPG, das 3D-Charaktere und -Umgebungen enthält. Spieler können zwischen 20 Charakteren wählen (diese bestehen aus den 18 Starter-Pokémon sowie Riolu und Pikachu), die von ihrer Partnerin (ebenfalls aus den 20 Pokémon wählbar) in ihrer Reise durch zufällig generierte, mit Gegnern und Fallen gefüllte Dungeons auf der Mission die Welt zu retten begleiten. Das Spiel enthält alle zum Zeitpunkt der Veröffentlichung bekannten 720 Pokémon.

## Spielgeschehen
Der Spieler wacht als Pokémon auf und wird attackiert. Blanas, ein freundliches Pokémon hilft ihm und flüchtet mit ihm in sein Heimatdorf, Ruhenau. Dort wird der Spieler in die Schule eingeschrieben. In der Schule trifft der Spieler auf seine Partnerin, welche von dem Beitritt zum Forscherteam einer größeren Stadt träumt. Sie treffen auf dessen Führer, Ampharos, und werden zu Junior-Forschern ernannt und erhalten ihre Ausrüstung. Als die attackierenden Pokémon in der Nähe des Spielers gesichtet werden, flüchten der Spieler und dessen Partnerin nach Trubelstadt, der Heimat des Forscherteams.
Sowohl der Spieler als auch die Partnerin werden ins Forscherteam aufgenommen und treffen auf Rabigator, einen der Antagonisten des Spieles. Sie erhalten Berichte von versteinerten Pokémon. Als das Forscherteam in die Alten Ruinen aufbricht, um die Gründe der Versteinerungen herauszufinden, erfahren der Spieler und seine Partnerin (fortan als das Team bezeichnet), dass Rabigator sich auf den Weg nach Ruhenau gemacht hat. Dort treffen sie auf Blanas, der mit dem Team den Segensberg besteigt, den Ort, den Rabigator aufsucht. Bei der Konfrontation mit Rabigator treffen sie auf dem Gipfel des Berges auf eine versiegelte Quelle. Diese ist nur von einem Menschen zerstörbar, doch plötzlich wendet sich das Blatt und der Spieler wird ausgenutzt, um das Siegel zu brechen. Danach versteinert Blanas das Team und Rokkaiman. Das Quellwasser kann Versteinerungen rückgängig machen, wurde aber von Blanas, dem neuen Antagonisten zerstört. In der Welt des Nichts, in der sich die versteinerten Pokémon befinden, findet das Team allerdings einen Ausweg. Wieder in der realen Welt suchen sie das Forscherteam auf und finden nur noch Jirachi und Ampharos. Mit deren Hilfe reisen sie zum Baum des Lebens, welcher von der dunklen Materie befallen wurde. Die dunkle Materie ist eine Mischung negativer Gefühle aller Pokémon. Der Befall bedeutet, dass die Sonne der Erde zu nahe kommt und jegliches Leben zerstört wird.
Nach einigen Kämpfen ist die dunkle Materie durch die Akzeptanz der Partnerin besiegt. Nach dem Kampf wendet sich alles und die Partnerin erzählt, dass sie in ihrem vorherigen Leben Mew, ein legendäres Pokemon, war und bereits einmal gegen die dunkle Materie verloren hat. Das hat zur Folge, dass die Partnerin bzw. Mew nun verschwinden sich vom Spieler verabschieden muss. Hier endet die Spielhandlung, Im Epilog ist es möglich, durch die Hilfe des jetzt zutiefst von sich enttäuschten und bereuenden Blanas die Partnerin als Entschuldigung wieder in die reale Welt zu holen.

## Bewertungen
Das Spiel wurde auf verschiedenen Seiten wie folgt bewertet:
Auf Metacritic hat das Spiel 69/100 Punkten erhalten. Bei 4Players ist die Gesamtwertung 60/100. Bis März 2016 wurden bereits ca. 1,2 Mio. Einheiten verkauft.